# Kelly Reichardt
Kelly Reichardt (Miami, Florida, Estados Unidos, 3 de marzo de 1964) es una escritora, guionista y directora de cine estadounidense.

## Carrera
Debutó en cine en 1994 con River of Grass, que fue nominada a tres premios Independent Spirit y al Premio del Jurado en el Festival de Cine de Sundance.
En 1999, filmó el mediometraje Ode, basado en la novela de Herman Raucher que contaba la historia de Bobbie Lee y Billie Joe.
En 2006 dirigió y escribió Old Joy, con la que logró popularidad. Basada en el relato homónimo de Jon Raymond, la película ganó los premios de la Los Angeles Film Critics Association, el Festival Internacional de Cine de Róterdam y el Festival de Cine de Sarasota. Neil Kopp fue premiado como productor en el 2007 en los Premios Independent Spirit por su trabajo en Old Joy y Paranoid Park.
En 2008, dirigió otro largometraje, Wendy y Lucy, también basado en un relato de Jon Raymond. Raymond trabajó con Reichardt para adaptar el guion de la película, que fue lanzada en diciembre de 2008 y fue la primera de varias colaboraciones con Michelle Williams.
En 2010, dirigió y editó Meek's Cutoff, protagonizada por Paul Dano y Michelle Williams, mientras que en 2013 dirigió Night Moves, protagonizada por Jesse Eisenberg, Peter Sarsgaard y Dakota Fanning.
Estrenó Ciertas mujeres en 2016, protagonizada por Michelle Williams, Kristen Stewart y Laura Dern.
En 2019, realizó First Cow, un western protagonizado por John Magaro, Alia Shawkat, Lily Gladstone y Orion Lee, y en 2002 estrenó Showing Up, una nueva colaboración con Williams, y coprotagonizada por Hong Chau y André 3000.

## Filmografía
- 1989 - The Unbelievable Truth - Supervisora de vestuario - Como esposa.
- 1989 - Longtime Companion - Asistente de utilería.
- 1991 - Poison - Jefe de utilería, vestuario.
- 1992 - Jersey Girl - Asistente de diseñador de decorados.
- 1994 - River of Grass - Directora,  guionista.
- 1995 - Habit - actriz - Como chica en el teléfono.
- 1999 - Ode (corto) - Directora, guionista y directora de fotografía.
- 2001 - Then a Year (corto) - Directora.
- 2004 - Travis (corto) - Directora.
- 2006 - Old Joy - Directora, escritora, editora.
- 2008 - Wendy and Lucy - Directora,  guionista y editora.
- 2010 - Meek's Cutoff - Directora, guionista, editora.
- 2012 - Night Moves - Directora y guionista.
- 2016 - Certain Women - Directora, guionista, editora.
- 2019 - First Cow - Directora y guionista.
- 2022 - Showing up - Directora y guionista

## Premios y distinciones
Festival Internacional de Cine de Venecia
| Año  | Categoría     | Película      | Resultado |
| ---- | ------------- | ------------- | --------- |
| 2010 | Premio SIGNIS | Meek's Cutoff | Ganador   |